# Dante's Peak
Dante's Peak (bra: O Inferno de Dante; prt: O Cume de Dante) é um filme estadunidense de 1997 dos gêneros drama e catástrofe dirigido por Roger Donaldson.
Estrelado por Pierce Brosnan, Linda Hamilton, Charles Hallahan, Elizabeth Hoffman, Jamie Renée Smith, Jeremy Foley e Grant Heslov, o filme se passa na cidade fictícia de Dante's Peak, em Washington, onde os habitantes lutam para sobreviver a uma erupção vulcânica de grandes proporções vinda de um vulcão adormecido que entrou em atividade repentinamente.
O filme foi lançado nos cinemas dos Estados Unidos em 7 de fevereiro de 1997, sob distribuição da Universal Pictures. Apesar de receber críticas negativas, o filme se tornou um sucesso de bilheteria moderado e, desde então, ganhou um status cult entre os fãs de filmes de desastre.

## Enredo
O vulcanologista e geólogo do Serviço Geológico dos Estados Unidos, o USGS, Dr. Harry Dalton e sua amante, Marianne, testemunham uma erupção vulcânica na Colômbia. Enquanto tentam escapar, uma bomba vulcânica atravessa o teto da caminhonete de Harry, matando Marianne.
Quatro anos depois, Harry é designado por seu superior, Dr. Paul Dreyfus, para investigar a atividade sísmica perto de Dante's Peak, uma pequena cidade em Washington localizada ao lado de um vulcão adormecido. Lá, Harry se encontra com a prefeita da cidade Rachel Wando junto com seus filhos, Graham e Lauren.
Rachel se oferece para levar Harry com eles enquanto vêem sua ex-sogra, Ruth, que mora perto de um lago próximo ao vulcão. Ao chegar no local, eles testemunham várias calamidades, incluindo corpos de um jovem casal fervido até a morte em uma fonte termal. Paul chega com uma equipe do USGS naquela noite e eles montam uma base para monitorar o vulcão. Harry acredita que os pequenos sismos sentidos são sinais de uma erupção iminente, mas Paul discorda e aconselha Harry a não dar "um alarme falso" para a cidade. Ainda assim, Harry convence Rachel a se preparar para um desastre, enquanto desenvolve um relacionamento com ela e seus filhos.
Alguns dias depois, Harry e seu colega Terry vão à cratera do vulcão para obter mais evidências, mas um deslizamento de pedra prende Terry e Harry desce para ajudá-lo. Um helicóptero acompanha os dois em segurança enquanto o vulcão se abre. Depois disso, Terry descobre que fraturou uma de suas pernas, enquanto Harry e Paul discutem, já que Paul nega evidências de que esse perigo é iminente, com a equipe do USGS se preparando para ir embora. Quando Harry vai se despedir de Rachel, eles descobrem que o abastecimento de água da cidade foi contaminado por dióxido de enxofre e, na manhã seguinte, as leituras sísmicas e os níveis de gás aumentam drasticamente.
Finalmente convencido de que o vulcão eventualmente entrará em erupção, e com a Guarda Nacional de Washington indisponível até o dia seguinte, Paul dá a Harry permissão para colocar a cidade em alerta. Durante uma reunião na cidade que ocorre num pátio de uma escola de ensino médio, ocorre um terremoto, levando os habitantes da cidade a entrarem em desespero. Quando o vulcão entra em erupção, Harry e Rachel vão buscar as crianças, mas encontram uma carta explicando que elas foram buscar Ruth, que anteriormente se recusava a sair de casa.
Minutos depois de alcançarem Ruth e as crianças, um fluxo de lava envolve a cabana de Ruth na montanha e destrói os veículos. Os cinco fogem pelo lago em uma lancha, mas o lago se torna ácido devido aos gases ricos em enxofre do vulcão, destruindo as hélices do motor e corroendo o barco. Ruth salta do barco para ajudá-lo a puxar para a beira do lago, mas sofre queimaduras químicas graves e, na manhã seguinte, sucumbe aos ferimentos.
Enquanto isso, o calor do vulcão derrete as geleiras no pico, formando um lahar que desmorona uma represa no rio que leva à cidade. Ao mesmo tempo, Harry e os Wandos tomam uma caminhonete abandonada e partem de volta à cidade, onde a Guarda Nacional de Washington está ajudando a evacuar os moradores restantes. O lahar atinge uma ponte enquanto a equipe do USGS está atravessando; a equipe consegue escapar, mas Paul não, sendo jogado da ponte para a morte. Enquanto isso, Harry e os Wandos atravessam um terreno acidentado com lava endurecida e resgatam o cão de Ruth, Roughy, bem a tempo antes que outro fluxo de lava os alcance.
Quando eles chegam na já deserta Dante's Peak, Harry recupera o transmissor de baixas frequências da NASA que havia sido deixado para trás no quartel general local da USGS durante sua fuga, mas observa a partir de um laptop na mesa que o vulcão está para entrar em mais uma erupção. Quando ele e os Wandos saem do local, o vulcão entra de novo em atividade, liberando uma nuvem piroclástica que simplesmente destrói tudo em seu caminho. Sem poderem encontrar a saída da cidade, Harry e os Wandos chegam a uma mina abandonada que Graham e seus amigos estavam usando como esconderijo anteriormente. Observando a erupção de longe, a equipe do USGS presume que Harry e os Wandos estejam mortos.
Dentro da mina, Harry esquece o transmissor na caminhonete e volta para o veículo para buscá-lo, mas ocorre um deslizamento interno na caverna onde uma pilha de grandes rochas separam Harry e os Wandos, desmoronando parcialmente a mina e com Harry tendo seu braço esquerdo quebrado. Apesar disso, ele ainda consegue ativar o transmissor embaixo dos escombros.
Dois dias depois, Terry detecta que o sinal do transmissor foi ativado e o USGS envia equipes de busca e resgate. Harry e os Wandos são libertados da mina, se reúnem com a equipe do USGS, onde ficam sabendo da morte de Paul, sendo transportados dali de helicóptero. Enquanto os créditos finais sobem, a câmera percorre a cidade destruída antes de virar para o vulcão, agora reduzido a uma caldeira vulcânica.

## Elenco
- Pierce Brosnan como Harry Dalton
- Linda Hamilton como Rachel Wando
- Charles Hallahan como Paul Dreyfus
- Grant Heslov como Greg
- Elizabeth Hoffman como Ruth
- Jeremy Foley como Graham Wando
- Jamie Renée Smith como Lauren Wando
- Arabella Field como Nancy
- Tzi Ma como Stan
- Brian Reddy como Les Worrell
- Kirk Trutner como Terry Furlong
- Carol Androsky como Mary Kelly
- Bill Bolender como xerife Turner
- Lee Garlington como Dr. Jane Fox
- Tim Haldeman como Elliot Blair
- Peter Jason como Norman Gates
- Christopher Murray como piloto

## Produção
A filmagem começou em 6 de maio de 1996. O filme foi rodado em Wallace, Idaho.
Imagens externas da Estação de Correios Point Dume, em Malibu, Califórnia, foram usadas como sede do Cascades Volcano Observatory David A. Johnston, do USGS, em Vancouver, Washington. A instalação foi nomeada em homenagem a David A. Johnston, um jovem cientista que previu com precisão a volatilidade da erupção do Monte Santa Helena em 18 de maio de 1980 e pereceu durante o evento.
A cena envolvendo o robô geológico e o cientista preso foi filmada dentro da cratera do Monte Santa Helena, como evidenciado por uma breve aparição do Monte Adams, um pico adormecido de 12.776 pés (3.894 m) a 56 km a leste do Monte Santa Helena, como o filme enfoca os cientistas. A cena em si foi realmente filmada na pista do aeroporto Van Nuys, enquanto a imagem do Monte Adams foi composta mais tarde. A produção foi concluída em 31 de agosto de 1996.
Efeitos especiais extensos em torno de certos aspectos do filme, como os fluxos de lava e piroclásticos, foram criados pela Digital Domain, Banned from the Ranch Entertainment e pela CIS Hollywood. As imagens geradas por computador foram principalmente coordenadas e supervisionadas por Patrick McClung, Roy Arbogast, Lori J. Nelson, Richard Stutsman e Dean Miller. Embora o filme use quantidades consideráveis de CGI, as cinzas vulcânicas do filme foram criadas usando isolamento de celulose fabricado pela Regal Industries em Crothersville, Indiana. Entre efeitos visuais, miniaturas e animações, mais de trezentos técnicos estavam diretamente envolvidos nos aspectos de produção dos efeitos especiais.
Apesar da complexidade de seus efeitos visuais, Dante's Peak não foi indicado ao Oscar de melhores efeitos visuais naquele ano, pois enfrentou forte concorrência de The Lost World: Jurassic Park, Starship Troopers e Titanic, sendo este último o vencedor do prêmio.

## Música
A partitura original foi co-composta por John Frizzell e James Newton Howard. Howard escreveu o tema principal (ouvido durante os títulos de abertura) e várias pistas, enquanto Frizzell escreveu a maior parte da partitura. Trinta minutos da partitura foram lançados pela Varèse Sarabande.
O conteúdo do lançamento do CD também pode ser encontrado no DVD da região 1 e Blu-ray em uma faixa de áudio alternativa durante o documentário Creating a Volcano.
A sugestão de "Main Titles" também aparece no álbum de compilação The Towering Inferno e Other Disaster Classics, também da gravadora Varèse.
| Dante's Peak: Original Motion Picture Soundtrack |                              |         |  |
| N.º                                              | Título                       | Duração |  |
| 1.                                               | "Main Titles"                | 5:30    |  |
| 2.                                               | "The Close Call"             | 1:49    |  |
| 3.                                               | "Trapped in the Crater"      | 5:03    |  |
| 4.                                               | "On the Porch"               | 2:31    |  |
| 5.                                               | "The Evacuation Begins"      | 4:12    |  |
| 6.                                               | "The Helicopter Crash"       | 1:28    |  |
| 7.                                               | "Escaping the Burning House" | 2:32    |  |
| 8.                                               | "Sinking on Acid Lake"       | 2:37    |  |
| 9.                                               | "Stuck in the Lava"          | 1:44    |  |
| 10.                                              | "The Rescue"                 | 3:05    |  |
| Duração total:                                   | Duração total:               | 30:22   |  |

## Recepção

### Recepção comercial
Dante's Peak foi lançado em 7 de fevereiro de 1997 nos Estados Unidos em 2.657 cinemas. Ele estreou em segundo lugar nas bilheterias atrás do relançamento especial de Star Wars; arrecadou US$ 18 milhões em seu fim de semana de abertura. Após oito semanas nos cinemas, o filme arrecadou US$ 67,1 milhões nos Estados Unidos e US$ 111 milhões no exterior, totalizando US$ 178 milhões em todo o mundo.

### Resposta crítica
Embora tenha tido um sucesso financeiro maior que Volcano (lançado dois meses depois), Dante's Peak recebeu críticas principalmente negativas em comparação com as críticas geralmente mistas de seu rival. O Rotten Tomatoes atribuiu ao filme uma classificação de 26% com base em 31 revisões, em comparação com uma classificação de 50% de 46 avaliações de Volcano; o consenso afirma: "Dante's Peak é interessante quando as coisas estão pegando fogo, mas todo o resto, do diálogo aos personagens, é terrivelmente ruim".
Dois professores do Lewis-Clark State College comentaram o filme, observando que alguns aspectos, como as nuvens piroclásticas, eram realistas e outros menos. Eles também criticaram o filme por subestimar os efeitos negativos de um possível alarme falso.